# Golfo de Venecia
El golfo de Venecia es un golfo que se encuentra en el extremo norte del mar Adriático y que hoy baña las costas de Italia, Eslovenia y Croacia. Comprende el tramo de costa entre la desembocadura del río Po y la península de Istria, con un frente de unos 120 km. Tiene una profundidad media de unos 38 m.
El golfo de Venecia recibe su nombre de cuando la República de Venecia estaba en la cumbre de su poder, en los siglos XV-XVIII, ya que en ese momento dominaba la mayor parte de la zona norte del mar Adriático hasta el canal de Otranto, incluida la región de Dalmacia. Las principales ciudades que se encuentran en el golfo son: en Italia, la propia Venecia, Trieste y Chioggia; y en Croacia, Poreč, Roviño y Pula.

## Situación
Se encuentra situado entre el delta del río Po, en el noreste de Italia, y el cabo Kamenjak (o Promontore), en el extremo meridional de la península de Istria. La parte central y occidental de este entrante marítimo baña las regiones italianas de Véneto y Friul-Venecia Julia, mientras que el sector oriental bordea los territorios costeros de Eslovenia y Croacia. Entre el delta del Po y el golfo de Panzano (perteneciente al golfo de Trieste y, éste, a su vez, al de Venecia), presenta unas costas bajas y arenosas, salpicadas en algunos tramos por lagunas, como las de Venecia, Marano y Grado. Por el contrario, el litoral oriental es alto, rocoso y muy recortado, debido a la proximidad del macizo de Karst.
Las aguas del golfo de Venecia, mantienen una salinidad bastante baja debido a las aportaciones de agua dulce de los ríos que desembocan en él (Po, Adigio, Brenta, Piave, Tagliamento, Isonzo, Timavo). Además de las islas lacustres italianas, surgen de sus aguas, frente a Istria, las islas croatas de Brijuni (Brioni).
Los centros urbanos más importantes del área, a la vez que destacados enclaves portuarios, son: Venecia, Trieste, Monfalcone y el puerto pesquero de Chioggia en Italia; y Pula (Pola) en Croacia. El turismo de temporada ha descubierto en las costas del golfo de Venecia otras hermosas localidades italianas, como Jesolo, Caorle, Bibione, Lignano Sabbiadoro y Grado; eslovenas, como Koper (Capodistria) y Portorož (Portorose); y croatas, como Poreč (Parenzo), en cuyo centro histórico se encuentra el complejo episcopal y la basílica bizantina de Eufrasio, declarados Patrimonio de la Humanidad por la UNESCO en 1997.
Desembocan en el golfo, en el tramo de costa italiana, los ríos Po, Tagliamento, Piave, Adige y Brenta. En el golfo se encuentra la isla Albarella.